# Штадт-физик
Штадт-фи́зик — в Российской империи должность руководителя городской медицинской службы с санитарно-полицейскими функциями с 1715 по 1873 год.

## Описание должности
В Москве в 1715 году при Главной аптеке возникла служба «у физических дел», в которую входили физики и штадт-физики, состоявшие также в штате Медицинской канцелярии.
Штадт-физик руководил Московским физикатом, созданным 9 декабря 1733 года, и Санкт-Петербургским, созданным в 1812 году. Штадт-физик возглавлял врачебное управление в Санкт-Петербурге, созданное в 1868 году.
На должность штадт-физика назначались наиболее опытные доктора и штаб-лекари. Кроме указанных званий, кандидат на должность штадт-физика должен был иметь квалификацию физика (соответствующую современному санитарному врачу), для чего он подвергался испытаниям.
Штадт-физики, руководившие столичными физикатами, имели право входить в Сенат с представлениями, касавшимися здоровья городских жителей. Штадт-физики имели в подчинении физиков, а также лекарей и подсобных работников.

## Функции
- Управление медицинским делом в столицах.
- Надзор за городскими аптеками, в частности за продажей ядов, медицинскими учреждениями, «медицинским огородом».
- Освидетельствование людей, получивших травмы и подвергшиеся насилию.
- Бесплатное посещение инвалидов и других больных, находившихся на попечении государства.
- Преследование знахарства.
- Наблюдение за вольнопрактикующими в городе врачами, разбор жалоб на врачей.

Штадт-физики также имели право присутствовать на экзаменах на должность докторов, желавших практиковать в городе. Штадт-физики выполняли также санитарные и медико-полицейские обязанности, занимались судебно-медицинской экспертизой:
- Организация превентивных мероприятий по борьбе с эпидемиями.
- Контроль медицинского обслуживания колодников.
- Личное вскрытие убитых и внезапно умерших.

В качестве руководителей Санкт-Петербургского и Московского физикатов решали также кадровые и другие организационные вопросы.

## Упразднение должности
20 марта 1873 года должность была ликвидирована по высочайше утвержденному Положению о Врачебном управлении в Санкт-Петербургском градоначальстве.